# Harald Ambros
Harald Ambros (né le 19 mars 1980 à Linz) est un cavalier autrichien de concours complet.

## Biographie
Ambros est le deuxième enfant d'un concessionnaire automobile et grandit à Allerheiligen im Mühlkreis avec ses quatre frères et sœurs. Il étudie l'odontologie et a un doctorat.

## Carrière
Ambros commence à l'équitation à six ans. Il participe à des compétitions de concours complet à partir de 1995 et prend la même année la deuxième place du championnat autrichien junior à Aspang. La Bundesheer autrichienne lui permet d'avoir en même temps une carrière sportive. Il est vice-champion national de Haute-Autriche pour les juniors en 1997 et champion national junior de Haute-Autriche en 1998, champion national de Haute-Autriche et une troisième place au championnat d'Autriche en 2001 à Feldbach.
En 2001, il devient étonnamment champion d'Europe junior à Iserlohn et ainsi le premier champion d'Europe de l'histoire du concours complet en Autriche.
Les entraîneurs d'Ambros furent Christian Stelzl, Fritz Gaulhofer et Eugen Schadenler en dressage, Manfred Bauern et Bernhard Maier en saut d'obstacles et Horst Karsten en concours complet.
Harald Ambros a représenté l'Autriche lors de trois Jeux olympiques.
Aux Jeux olympiques d'été de 2004 à Athènes, il est 19e de l'épreuve individuelle. En équipe avec Harald Siegl, Margit Appelt et Andreas Zehrer, il est 14e et dernier de l'épreuve par équipe.
Aux Jeux olympiques d'été de 2008 à Pékin, il est éliminé de l'épreuve individuelle. Il n'y a pas d'équipe d'Autriche.
Aux Jeux olympiques d'été de 2012 à Londres, il est éliminé de l'épreuve individuelle. Il n'y a pas d'équipe d'Autriche.